# Barahna toonumbar
Barahna toonumbar is een spinnensoort in de taxonomische indeling van de Desidae.
Het dier behoort tot het geslacht Barahna. De wetenschappelijke naam van de soort werd voor het eerst geldig gepubliceerd in 2003 door V. T. Davies.